# KSPO/Saison 2016
Dieser Artikel listet Erfolge und Fahrer des Radsportteams KSPO in der Saison 2016 auf.

## Erfolge in der UCI Asia Tour
| Datum       | Rennen                     | Kat. | Fahrer         |
| ----------- | -------------------------- | ---- | -------------- |
| 1. April    | 1. Etappe Tour of Thailand | 2.2  | Joo Kangeun    |
| 22. Oktober | 5. Etappe Jelajah Malaysia | 2.2  | Sung Baek Park |

## Nationale Straßen-Radsportmeister
| Datum    | Rennen                                    | Fahrer       |
| -------- | ----------------------------------------- | ------------ |
| 24. Juni | Koreanische Meisterschaft – Straßenrennen | Hyo Suk Gong |

## Abgänge – Zugänge
| Zugänge        | Team 2015   | Abgänge      | Team 2016 |
| -------------- | ----------- | ------------ | --------- |
| Lee Tae-Un     |             | Yeon Je-Sung | Unbekannt |
| Kim Kan-soo    |             | Lee Ki-Jo    | Unbekannt |
| Choi Seung-woo | KSPO (2014) |              |           |

## Mannschaft
| Name            | Geburtstag        | Nationalität |
| --------------- | ----------------- | ------------ |
| Choi Seung-woo  | 19. Dezember 1989 | Südkorea     |
| Hyo Suk Gong    | 1. Januar 1986    | Südkorea     |
| Joo Kangeun     | 16. März 1996     | Südkorea     |
| Kim Hyeon-seok  | 18. August 1995   | Südkorea     |
| Kim Kan-soo     | 2. August 1993    | Südkorea     |
| Kwon Soon-young | 11. Juni 1993     | Südkorea     |
| Lee Ki-joo      | 9. Juni 1992      | Südkorea     |
| Lee Tae-Un      | 4. Juli 1997      | Südkorea     |
| Park Sung-baek  | 27. Februar 1985  | Südkorea     |
| Seo Joon-yong   | 14. März 1988     | Südkorea     |
| Sung Yeon-je    | 1. Oktober 1986   | Südkorea     |